# UEFA Champions League 2025-2026
La UEFA Champions League 2025-2026 è la 71ª edizione della Champions League, organizzata dall'UEFA. Il torneo è iniziato l'8 luglio 2025 e si concluderà il 30 maggio 2026 con la finale alla Puskás Aréna di Budapest, in Ungheria. I vincitori di questa edizione otterranno la possibilità di sfidare i vincitori della UEFA Europa League 2025-2026 nella Supercoppa UEFA 2026, e di partecipare alla Coppa Intercontinentale FIFA 2026, oltre alla Coppa del mondo per club FIFA 2029.
Per la prima volta, una Federazione ha qualificato più di cinque squadre a questa competizione: si tratta dell'Inghilterra, con sei squadre.
Il Paris Saint-Germain è il campione in carica, avendo vinto l'edizione precedente.

## Squadre partecipanti
I posti sono assegnati a 82 squadre provenienti da 53 delle 55 Federazioni affiliate all'UEFA, secondo la seguente tabella:
| Posizione della federazione in base al coefficiente UEFA per nazioni | Numero di squadre partecipanti |
| -------------------------------------------------------------------- | ------------------------------ |
| 1-5                                                                  | 4                              |
| 6                                                                    | 3                              |
| 7-15                                                                 | 2                              |
| 16-55                                                                | 1                              |
| Posto extra                                                          | 2                              |

I vincitori dell'UEFA Champions League 2024-2025 e dell'UEFA Europa League 2024-2025 hanno un posto garantito per la fase a campionato.
|                                 |                               | Squadre che accedono nel turno | Squadre provenienti dal turno precedente                                    |
| ------------------------------- | ----------------------------- | --- | --------------------------------------------------------------------------- |
| Primo turno di qualificazione   | Primo turno di qualificazione | - 28 campioni dalle federazioni 25-27 e 30-55 (eccetto il Liechtenstein) |                                                                             |
| Secondo turno di qualificazione | Campioni                      | - 8 campioni dalle federazioni 16-24 (eccetto la Russia) - 2 campioni delle associazioni 28 e 29 come squadre con i coefficienti di club più alti, provenienti dal primo turno di qualificazione | - 14 vincitori del primo turno di qualificazione                            |
| Secondo turno di qualificazione | Piazzate                      | - 6 seconde classificate dalle federazioni 10-15 |                                                                             |
| Terzo turno di qualificazione   | Campioni                      | | - 12 vincitori del secondo turno Campioni                                   |
| Terzo turno di qualificazione   | Piazzate                      | - 3 seconde classificate dalle federazioni 7-9 - 1 terza classificata dalla federazione 6 - 1 quarta classificata dalla federazione 5 | - 3 vincitori del secondo turno Piazzate                                    |
| Spareggi                        | Campioni                      | - 4 campioni dalle federazioni 11-14 | - 6 vincitori del terzo turno Campioni                                      |
| Spareggi                        | Piazzate                      | | - 4 vincitori del terzo turno Piazzate                                      |
| Fase campionato                 | Fase campionato               | - Detentore Champions League - Detentore Europa League - 10 campioni dalle federazioni 1-10 - 6 seconde classificate dalle federazioni 1-6 - 5 terze classificate dalle federazioni 1-5 - 4 quarte classificate dalle federazioni 1-4 - 2 quinte classificate dalle federazioni che avranno totalizzato il maggior punteggio ranking nella stagione precedente | - 5 vincitori degli spareggi Campioni - 2 vincitori degli spareggi Piazzate |
| Fase a eliminazione diretta     | Spareggi                      | | - 16 Squadre classificate 9-24 nella fase campionato                        |
| Fase a eliminazione diretta     | Ottavi di finale              | - 8 Squadre classificate 1-8 nella fase campionato | - 8 vincitori degli spareggi                                                |
| Fase a eliminazione diretta     | Quarti di finale              | | - 8 vincitori degli ottavi di finale                                        |
| Fase a eliminazione diretta     | Semifinali                    | | - 4 vincitori dei quarti di finale                                          |
| Fase a eliminazione diretta     | Finale                        | | - 2 vincitori delle semifinali                                              |

### Ranking delle federazioni
Per l'UEFA Champions League 2025-2026, le associazioni avranno un numero di squadre determinato dal coefficiente UEFA del 2024, che prende in esame le loro prestazioni nelle competizioni europee dalla stagione 2019-2020 alla stagione 2023-2024. Oltre alla ripartizione dei posti spettanti elencata nella tabella, le federazioni possono avere un posto supplementare nel caso in cui il vincitore della Champions League o della Europa League non dovessero qualificarsi tramite il proprio campionato.
Il Tottenham, squadra vincitrice dell'Europa League 2024-2025 e dunque qualificata di diritto alla fase campionato della Champions League, non aveva ottenuto la qualificazione alla massima competizione europea per club tramite il piazzamento in campionato (concluso al 17º posto). Per questo motivo, l'Inghilterra, che già vantava un posto aggiuntivo (quindi cinque squadre) in quanto Federazione che ha conseguito il miglior punteggio nel ranking continentale nella stagione precedente, ha potuto qualificare complessivamente ben sei squadre alla competizione.
| Rank | Federazione     | Coeff.  | Squadre       |
| ---- | --------------- | ------- | ------------- |
| 1    | Inghilterra     | 104.303 | 4+1 EPS +1 EL |
| 2    | Italia          | 90.284  | 4             |
| 3    | Spagna          | 89.489  | 4+1 EPS       |
| 4    | Germania        | 86.624  | 4             |
| 5    | Francia         | 66.831  | 4             |
| 6    | Paesi Bassi     | 61.300  | 3             |
| 7    | Portogallo      | 56.316  | 2             |
| 8    | Belgio          | 48.800  | 2             |
| 9    | Turchia         | 38.600  | 2             |
| 10   | Repubblica Ceca | 36.050  | 2             |
| 11   | Scozia          | 36.050  | 2             |
| 12   | Svizzera        | 32.975  | 2             |
| 13   | Austria         | 32.600  | 2             |
| 14   | Norvegia        | 31.625  | 2             |
| 15   | Grecia          | 31.525  | 2             |
| 16   | Danimarca       | 31.450  | 1             |
| 17   | Israele         | 31.125  | 1             |
| 18   | Ucraina         | 28.000  | 1             |
| 19   | Serbia          | 27.775  | 1             |

| Rank | Federazione | Coeff. | Squadre |
| ---- | ----------- | ------ | ------- |
| 20   | Croazia     | 25.525 | 1       |
| 21   | Polonia     | 25.375 | 1       |
| 22   | Russia      | 22.965 | 0       |
| 23   | Cipro       | 22.100 | 1       |
| 24   | Ungheria    | 21.875 | 1       |
| 25   | Svezia      | 21.500 | 1       |
| 26   | Romania     | 21.375 | 1       |
| 27   | Bulgaria    | 20.375 | 1       |
| 28   | Azerbaigian | 20.125 | 1       |
| 29   | Slovacchia  | 19.625 | 1       |
| 30   | Slovenia    | 13.250 | 1       |
| 31   | Moldavia    | 13.125 | 1       |
| 32   | Kosovo      | 11.541 | 1       |
| 33   | Kazakistan  | 11.500 | 1       |
| 34   | Finlandia   | 11.125 | 1       |
| 35   | Irlanda     | 10.875 | 1       |
| 36   | Armenia     | 10.625 | 1       |
| 37   | Lettonia    | 10.625 | 1       |
| 38   | Fær Øer     | 10.375 | 1       |

| Rank | Federazione          | Coeff. | Squadre |
| ---- | -------------------- | ------ | ------- |
| 39   | Bosnia ed Erzegovina | 10.000 | 1       |
| 40   | Liechtenstein        | 10.000 | 0       |
| 41   | Islanda              | 9.583  | 1       |
| 42   | Irlanda del Nord     | 9.208  | 1       |
| 43   | Lussemburgo          | 8.625  | 1       |
| 44   | Lituania             | 8.500  | 1       |
| 45   | Malta                | 8.250  | 1       |
| 46   | Georgia              | 7.625  | 1       |
| 47   | Albania              | 7.375  | 1       |
| 48   | Estonia              | 7.207  | 1       |
| 49   | Bielorussia          | 6.625  | 1       |
| 50   | Macedonia del Nord   | 6.000  | 1       |
| 51   | Andorra              | 5.598  | 1       |
| 52   | Galles               | 5.791  | 1       |
| 53   | Montenegro           | 5.708  | 1       |
| 54   | Gibilterra           | 4.957  | 1       |
| 55   | San Marino           | 1.832  | 1       |

### Lista
I club sono ordinati in base al coefficiente UEFA della federazione di appartenenza. Accanto ad ogni club è indicata la posizione in classifica nel rispettivo campionato.
| Fase campionato            | Fase campionato           | Fase campionato            | Fase campionato        |
| -------------------------- | ------------------------- | -------------------------- | ---------------------- |
| Paris Saint-GermainCL (1º) | TottenhamEL (17º)         | Liverpool (1º)             | Arsenal (2º)           |
| Manchester City (3º)       | Chelsea (4º)              | Newcastle Utd (5º) EPS     | Napoli (1º)            |
| Inter (2º)                 | Atalanta (3º)             | Juventus (4º)              | Barcellona (1º)        |
| Real Madrid (2º)           | Atlético Madrid (3º)      | Athletic Bilbao (4º)       | Villarreal (5º)EPS     |
| Bayern Monaco (1º)         | Bayer Leverkusen (2º)     | Eintracht Francoforte (3º) | Borussia Dortmund (4º) |
| Olympique Marsiglia (2º)   | Monaco (3º)               | PSV (1º)                   | Ajax (2º)              |
| Sporting Lisbona (1º)      | Union Saint-Gilloise (1º) | Galatasaray (1º)           | Slavia Praga (1º)      |
| Olympiacos (1º)            |                           |                            |                        |
| Spareggi                   |                           |                            |                        |
| Campioni                   | Campioni                  | Piazzate                   | Piazzate               |
| Celtic (1º)                | Basilea (1º)              |                            |                        |
| Sturm Graz (1º)            | Bodø/Glimt (1º)           |                            |                        |
| Terzo turno                |                           |                            |                        |
| Campioni                   | Campioni                  | Piazzate                   | Piazzate               |
|                            |                           | Nizza (4º)                 | Feyenoord (3º)         |
|                            |                           | Benfica (2º)               | Club Bruges (2º)       |
|                            |                           | Fenerbahçe (2º)            |                        |
| Secondo turno              |                           |                            |                        |
| Campioni                   | Campioni                  | Piazzate                   | Piazzate               |
| Copenaghen (1º)            | Maccabi Tel Aviv (1º)     | Viktoria Plzeň (2º)        | Rangers (2º)           |
| Dinamo Kiev (1º)           | Stella Rossa (1º)         | Servette (2º)              | Salisburgo (2º)        |
| Rijeka (1º)                | Lech Poznań (1º)          | Brann (2º)                 | Panathīnaïkos (2º)     |
| Pafos (1º)                 | Ferencváros (1º)          |                            |                        |
| Qarabağ (1º)               | Slovan Bratislava (1º)    |                            |                        |
| Primo turno                |                           |                            |                        |
| Malmö FF (1º)              | FCSB (1º)                 | Ludogorec (1º)             | Olimpia Lubiana (1º)   |
| Milsami Orhei (1º)         | Drita (1º)                | Qairat (1º)                | KuPS (1º)              |
| Shelbourne (1º)            | Noah (1º)                 | RFS Riga (1º)              | Víkingur Gøta (1º)     |
| Zrinjski Mostar (1º)       | Breiðablik (1º)           | Linfield (1º)              | Differdange 03 (1º)    |
| Žalgiris (1º)              | Ħamrun Spartans (1º)      | Iberia 1999 (1º)           | Egnatia (1º)           |
| Levadia Tallinn (1º)       | Dinamo Minsk (1º)         | Škendija (1º)              | Inter Escaldes (1º)    |
| The New Saints (1º)        | Budućnost (1º)            | Lincoln Red Imps (1º)      | Virtus (1º)            |

## Date
Il programma della competizione è il seguente. Tutti i sorteggi si tengono nel quartier generale dell'UEFA a Nyon, tranne quello della fase campionato a Monaco. Con l'introduzione della nuova formula, anche in questa stagione la prima giornata della fase campionato avverrà nel "week-end esclusivo", con gare anche di giovedì. Tutte le altre gare verranno giocate di martedì e mercoledì, ad eccezione dell'ottava giornata della fase campionato, giocata di mercoledì, e della finale, giocata al sabato.
| Fase                        | Turno                 | Sorteggio               | Andata                                      | Ritorno                                     |
| --------------------------- | --------------------- | ----------------------- | ------------------------------------------- | ------------------------------------------- |
| Qualificazioni              |                       |                         |                                             |                                             |
| Primo turno                 | 17 giugno 2025 (Nyon) | 8-9 luglio 2025         | 15-16 luglio 2025                           |                                             |
| Secondo turno               | 18 giugno 2025 (Nyon) | 22-23 luglio 2025       | 29-30 luglio 2025                           |                                             |
| Terzo turno                 | 21 luglio 2025 (Nyon) | 5-6 agosto 2025         | 12 agosto 2025                              |                                             |
| Spareggi                    | 4 agosto 2025 (Nyon)  | 19-20 agosto 2025       | 26-27 agosto 2025                           |                                             |
| Fase campionato             | Prima giornata        | 28 agosto 2025 (Monaco) | 16-17-18 settembre 2025                     | 16-17-18 settembre 2025                     |
| Fase campionato             | Seconda giornata      | 28 agosto 2025 (Monaco) | 30 settembre - 1º ottobre 2025              | 30 settembre - 1º ottobre 2025              |
| Fase campionato             | Terza giornata        | 28 agosto 2025 (Monaco) | 21-22 ottobre 2025                          | 21-22 ottobre 2025                          |
| Fase campionato             | Quarta giornata       | 28 agosto 2025 (Monaco) | 4-5 novembre 2025                           | 4-5 novembre 2025                           |
| Fase campionato             | Quinta giornata       | 28 agosto 2025 (Monaco) | 25-26 novembre 2025                         | 25-26 novembre 2025                         |
| Fase campionato             | Sesta giornata        | 28 agosto 2025 (Monaco) | 9-10 dicembre 2025                          | 9-10 dicembre 2025                          |
| Fase campionato             | Settima giornata      | 28 agosto 2025 (Monaco) | 20-21 gennaio 2026                          | 20-21 gennaio 2026                          |
| Fase campionato             | Ottava giornata       | 28 agosto 2025 (Monaco) | 28 gennaio 2026                             | 28 gennaio 2026                             |
| Fase a eliminazione diretta | Spareggi              | 30 gennaio 2026 (Nyon)  | 17-18 febbraio 2026                         | 24-25 febbraio 2026                         |
| Fase a eliminazione diretta | Ottavi di finale      | 27 febbraio 2026 (Nyon) | 10-11 marzo 2026                            | 17-18 marzo 2026                            |
| Fase a eliminazione diretta | Quarti di finale      | 27 febbraio 2026 (Nyon) | 7-8 aprile 2026                             | 14-15 aprile 2026                           |
| Fase a eliminazione diretta | Semifinali            | 27 febbraio 2026 (Nyon) | 28-29 aprile 2026                           | 5-6 maggio 2026                             |
| Fase a eliminazione diretta | Finale                | 27 febbraio 2026 (Nyon) | 30 maggio 2026 alla Puskás Aréna (Budapest) | 30 maggio 2026 alla Puskás Aréna (Budapest) |

## Partite

### Fase di qualificazione

#### Primo turno di qualificazione
Le squadre eliminate nel primo turno di qualificazione verranno sorteggiate nel percorso Campioni del secondo turno di qualificazione della UEFA Conference League, tranne quelle che riceveranno un bye e andranno direttamente al terzo turno di qualificazione della stessa competizione.
| Squadra 1       | Totale            | Squadra 2        | Andata | Ritorno     |
| --------------- | ----------------- | ---------------- | ------ | ----------- |
| Žalgiris        | 2 - 2 (10-11 dtr) | Ħamrun Spartans  | 2 - 0  | 0 - 2 (dts) |
| KuPS            | 1 - 0             | Milsami Orhei    | 1 - 0  | 0 - 0       |
| The New Saints  | 1 - 2             | Škendija         | 0 - 0  | 1 - 2 (dts) |
| Iberia 1999     | 2 - 6             | Malmö FF         | 1 - 3  | 1 - 3       |
| Levadia Tallinn | 0 - 2             | RFS Riga         | 0 - 1  | 0 - 1       |
| Drita           | 4 - 2             | Differdange 03   | 1 - 0  | 3 - 2       |
| Víkingur Gøta   | 2 - 4             | Lincoln Red Imps | 2 - 3  | 0 - 1       |
| Egnatia         | 1 - 5             | Breiðablik       | 1 - 0  | 0 - 5       |
| Shelbourne      | 2 - 1             | Linfield         | 1 - 0  | 1 - 1       |
| FCSB            | 4 - 3             | Inter Escaldes   | 3 - 1  | 1 - 2       |
| Virtus          | 1 - 4             | Zrinjski Mostar  | 0 - 2  | 1 - 2       |
| Olimpia Lubiana | 1 - 3             | Qairat           | 1 - 1  | 0 - 2       |
| Noah            | 3 - 2             | Budućnost        | 1 - 0  | 2 - 2       |
| Ludogorec       | 3 - 2             | Dinamo Minsk     | 1 - 0  | 2 - 2 (dts) |

#### Secondo turno di qualificazione
Le squadre eliminate nel secondo turno di qualificazione saranno sorteggiate nel terzo turno di qualificazione della UEFA Europa League.
| Squadra 1         | Totale   | Squadra 2        | Andata   | Ritorno     |
| Campioni          | Campioni | Campioni         | Campioni | Campioni    |
| ----------------- | -------- | ---------------- | -------- | ----------- |
| RFS Riga          | 1 - 5    | Malmö FF         | 1 - 4    | 0 - 1       |
| Ħamrun Spartans   | 0 - 6    | Dinamo Kiev      | 0 - 3    | 0 - 3       |
| Pafos             | 2 - 1    | Maccabi Tel Aviv | 1 - 1    | 1 - 0       |
| Lincoln Red Imps  | 1 - 6    | Stella Rossa     | 0 - 1    | 1 - 5       |
| Noah              | 4 - 6    | Ferencváros      | 1 - 2    | 3 - 4       |
| Lech Poznań       | 8 - 1    | Breiðablik       | 7 - 1    | 1 - 0       |
| Copenaghen        | 3 - 0    | Drita            | 2 - 0    | 1 - 0       |
| Rijeka            | 1 - 3    | Ludogorec        | 0 - 0    | 1 - 3 (dts) |
| Škendija          | 3 - 1    | FCSB             | 1 - 0    | 2 - 1       |
| Slovan Bratislava | 6 - 2    | Zrinjski Mostar  | 4 - 0    | 2 - 2       |
| Shelbourne        | 0 - 4    | Qarabağ          | 0 - 3    | 0 - 1       |
| KuPS              | 2 - 3    | Qairat           | 2 - 0    | 0 - 3       |
| Piazzate          |          |                  |          |             |
| Brann             | 2 - 5    | Salisburgo       | 1 - 4    | 1 - 1       |
| Viktoria Plzeň    | 3 - 2    | Servette         | 0 - 1    | 3 - 1       |
| Rangers           | 3 - 1    | Panathīnaïkos    | 2 - 0    | 1 - 1       |

#### Terzo turno di qualificazione
Le squadre eliminate nel percorso Campioni accederanno agli spareggi della UEFA Europa League. Le squadre eliminate nel percorso Piazzate accederanno alla fase campionato della stessa competizione.
| Squadra 1   | Totale          | Squadra 2         | Andata   | Ritorno     |
| Campioni    | Campioni        | Campioni          | Campioni | Campioni    |
| ----------- | --------------- | ----------------- | -------- | ----------- |
| Malmö FF    | 0 - 5           | Copenaghen        | 0 - 0    | 0 - 5       |
| Qairat      | 1 - 1 (4-3 dtr) | Slovan Bratislava | 1 - 0    | 0 - 1 (dts) |
| Lech Poznań | 2 - 4           | Stella Rossa      | 1 - 3    | 1 - 1       |
| Ludogorec   | 0 - 3           | Ferencváros       | 0 - 0    | 0 - 3       |
| Dinamo Kiev | 0 - 3           | Pafos             | 0 - 1    | 0 - 2       |
| Škendija    | 1 - 6           | Qarabağ           | 0 - 1    | 1 - 5       |
| Piazzate    |                 |                   |          |             |
| Salisburgo  | 2 - 4           | Club Bruges       | 0 - 1    | 2 - 3       |
| Rangers     | 4 - 2           | Viktoria Plzeň    | 3 - 0    | 1 - 2       |
| Nizza       | 0 - 4           | Benfica           | 0 - 2    | 0 - 2       |
| Feyenoord   | 4 - 6           | Fenerbahçe        | 2 - 1    | 2 - 5       |

#### Spareggi
Le squadre eliminate negli spareggi accederanno alla fase campionato della UEFA Europa League.
| Squadra 1    | Totale   | Squadra 2   | Andata   | Ritorno  |
| Campioni     | Campioni | Campioni    | Campioni | Campioni |
| ------------ | -------- | ----------- | -------- | -------- |
| Ferencváros  | -        | Qarabağ     | 1 - 3    | -        |
| Stella Rossa | -        | Pafos       | 1 - 2    | -        |
| Bodø/Glimt   | -        | Sturm Graz  | 5 - 0    | -        |
| Celtic       | -        | Qairat      | 0 - 0    | -        |
| Basilea      | -        | Copenaghen  | 1 - 1    | -        |
| Piazzate     |          |             |          |          |
| Fenerbahçe   | -        | Benfica     | 0 - 0    | -        |
| Rangers      | -        | Club Bruges | 1 - 3    | -        |